# Toni Drexler

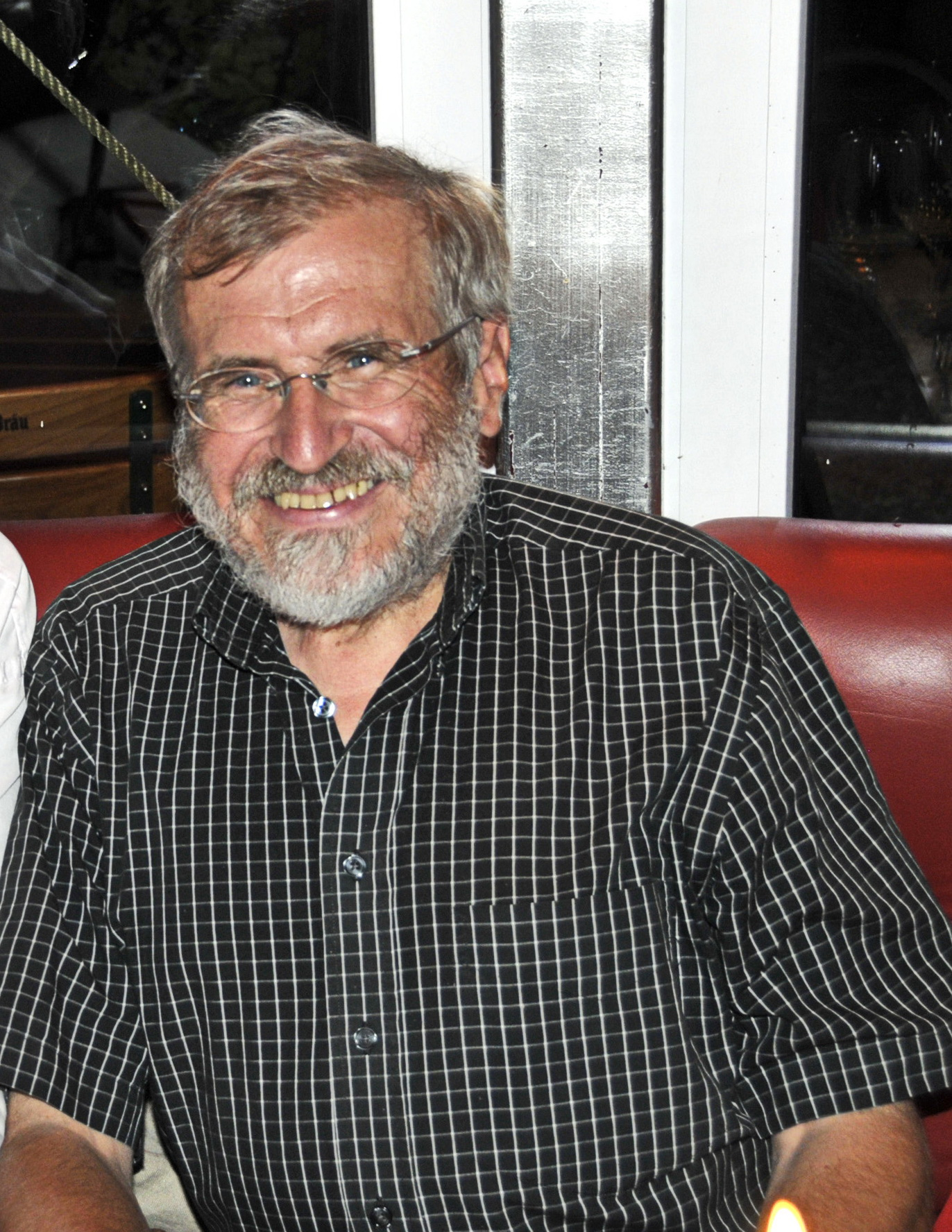
Toni Drexler, 2008

Anton „Toni“ Drexler (* 1947 in Hörbach) ist ein ehemaliger deutscher Heimatpfleger und -autor.
Drexler arbeitete ursprünglich als Verwaltungsbeamter an der Ludwig-Maximilians-Universität München. 1983 übernahm er das Amt des Kreisheimatpflegers beim Landratsamt Fürstenfeldbruck für die Bereiche Archäologie, Regionalgeschichte und Volkskunde. Von 1994 bis 2005 war er Leiter des Bauernhofmuseums Jexhof.
Er ist Initiator der Kleinkunstbühne Hörbacher Montagsbrettl.

## Ehrungen
- 1998: Bundesverdienstmedaille

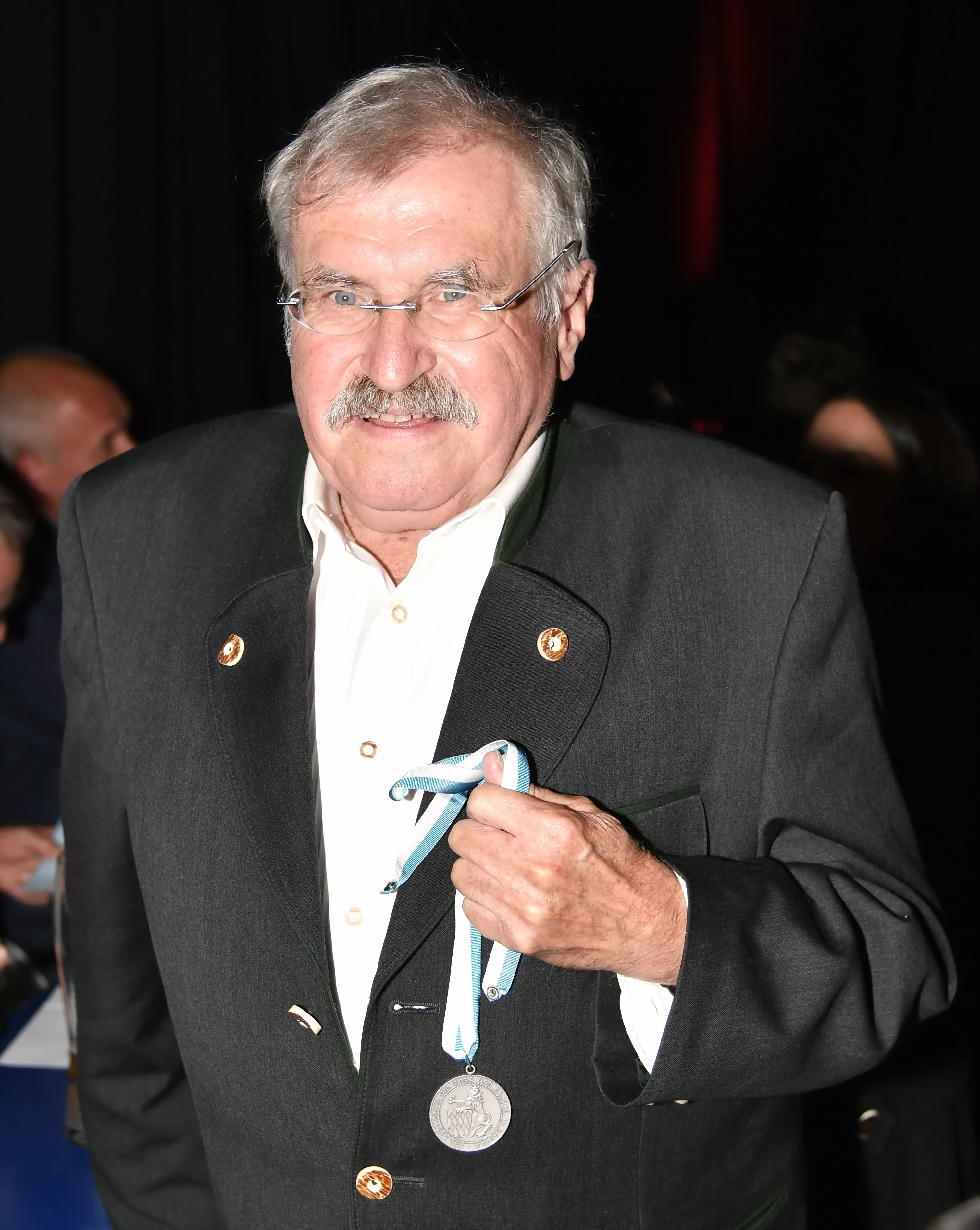
Toni Drexler mit dem Poetentaler, 2017

- 2000: 1. Tassilo-Preis der Süddeutschen Zeitung
- 2010: Denkmalschutzmedaille
- 2015: Rainer-Christlein-Medaille der Gesellschaft für Archäologie in Bayern
- 2017: Bayerischer Poetentaler
- 2017: Ehrenbürger der Gemeinde Althegnenberg

## Schriften (Auswahl)
- Drexler Toni, Fox Angelika: Zwischen Ende und Anfang 1945 – 1950, Kriegsende und Neubeginn auf dem Lande, Textheft zur gleichnamigen Sonderausstellung im Bauernhofmuseum Jexhof, Jexhof-Blätter Nr. 10. Fürstenfeldbruck, 1995
- Hejo Busley, Toni Drexler, Carl. A. Hoffmann, Paul-E. Salzmann, Klaus Wollenberg (Hrsg.) Der Landkreis Fürstenfeldbruck, Natur – Geschichte – Kultur, Fürstenfeldbruck, 1992
- Toni Drexler, Angelika Fox (Hrsg.): Althegnenberg – Hörbach, Beiträge zur Geschichte der Gemeinde Althegnenberg, St. Ottilien, 1996
- Drexler Toni, Kammermeier Alois: LUFTSCHLÖSSER Die Taube und ihr Haus, Textheft zur gleichnamigen Sonderausstellung im Bauernhofmuseum Jexhof, Jexhof-Hefte Nr. 11, Fürstenfeldbruck, 1996
- Toni Drexler: Kellnerin, a Maß! Das Wirtshaus – die weltliche Mitte des Dorfes, Textheft zur gleichnamigen Sonderausstellung im Bauernhofmuseum Jexhof mit Beiträgen von Clemens Böhne, Christina Claus und Josef Focht, Jexhof-Hefte Nr. 12, Fürstenfeldbruck, 1997
- Toni Drexler: Kreuz und Kreuzer Bankgeschäfte einer Dorfkirche im 17. Jahrhundert, In: Cornelia Oelwein (Hg.): Werden und Wirken: die Sparkasse Fürstenfeldbruck in Vergangenheit und Gegenwart. Stuttgart, 2000
- Toni Drexler (Hrsg.): Im Wald da sind die Räuber Kneißl, Hiasl & Co. ; Räuberromantik und Realität, Schöngeising: Bauernhofmuseum Jexhof, 2002
- Toni Drexler, Reinhard Jakob: Ein Jäger am Jexhof; Karl Weiß (1899 - 1945), Bauernhofmuseum Jexhof, Fürstenfeldbruck, 2002
- Toni Drexler, Reinhard Jakob: „...und hat durch die Fürbitt des Hl. Rasso Hülfe erhalten“ - Votivtafelg’schichten Jexhof-Hefte Nr. 19. Fürstenfeldbruck, 2003
- Toni Drexler, Reinhard Jakob (Hg.): ALLES IM KASTEN. Frühe Amateurfotografen im Brucker Land (1900-1950), Jexhof-Hefte 20, Fürstenfeldbruck, 2004
- Toni Drexler, Walter Irlinger, Rolf Marquardt(Hrsg.): Landkreis Fürstenfeldbruck – Archäologie zwischen Ammersee und Dachauer Moos, Stuttgart, 2007
- Toni Drexler: Die Rasso-Räuber Vom Finsterbach zum Mississippi. Eine der letzten großen Räuberbanden Bayerns im 19. Jahrhundert, München, 2007
- Toni Drexler: Die Hörbacher Montagsbrettl Story - 33 Jahre Gelebter Wahnsinn, die Geschichte der ältesten (noch bestehenden) Kleinkunstbühne Bayerns, Taufkirchen, 2009
- Toni Drexler, Sigfried Hagspiel, Robert Hoiss: Das Haspelmoor Geschichte(n) einer Landschaft und ihrer Bewohner. Augsburg 2018
- Toni Drexler: Vom Finsterbach zum Mississippi oder vom Schwobn-Girgl zum John Betzinger. Dem Rasso-Räuber-Häuptling Georg Müller sein abenteuerlicher Weg von Bayern ins Amerika. Thalhofen, 2021
- Toni Drexler: Schafkopfen mit Mozart und andere Glossen, Satiren, Gedichte & Kurzgeschichten. Thalhofen, 2022
- Preise, Löhne, Erträge: historische Werte-Datei (für den Raum westliches Oberbayern und Schwaben östlich des Lechs), erstellt von Toni Drexler, 2007[1]